# 조 루어
조 루어(베트남어: giò lụa) 또는 짜 루어(베트남어: chả lụa)는 베트남의 소시지이다.

## 이름
베트남어 "조 루어(giò lụa)"는 "부드러운 고기풀"이라는 뜻이다. "조(giò)"는 고기풀을 일컫는 말이며, "루어(lụa)"는 한자 "縷(한국 한자음: 루)"에서 나온 말로, "비단"이라는 뜻이다.

## 사진 갤러리

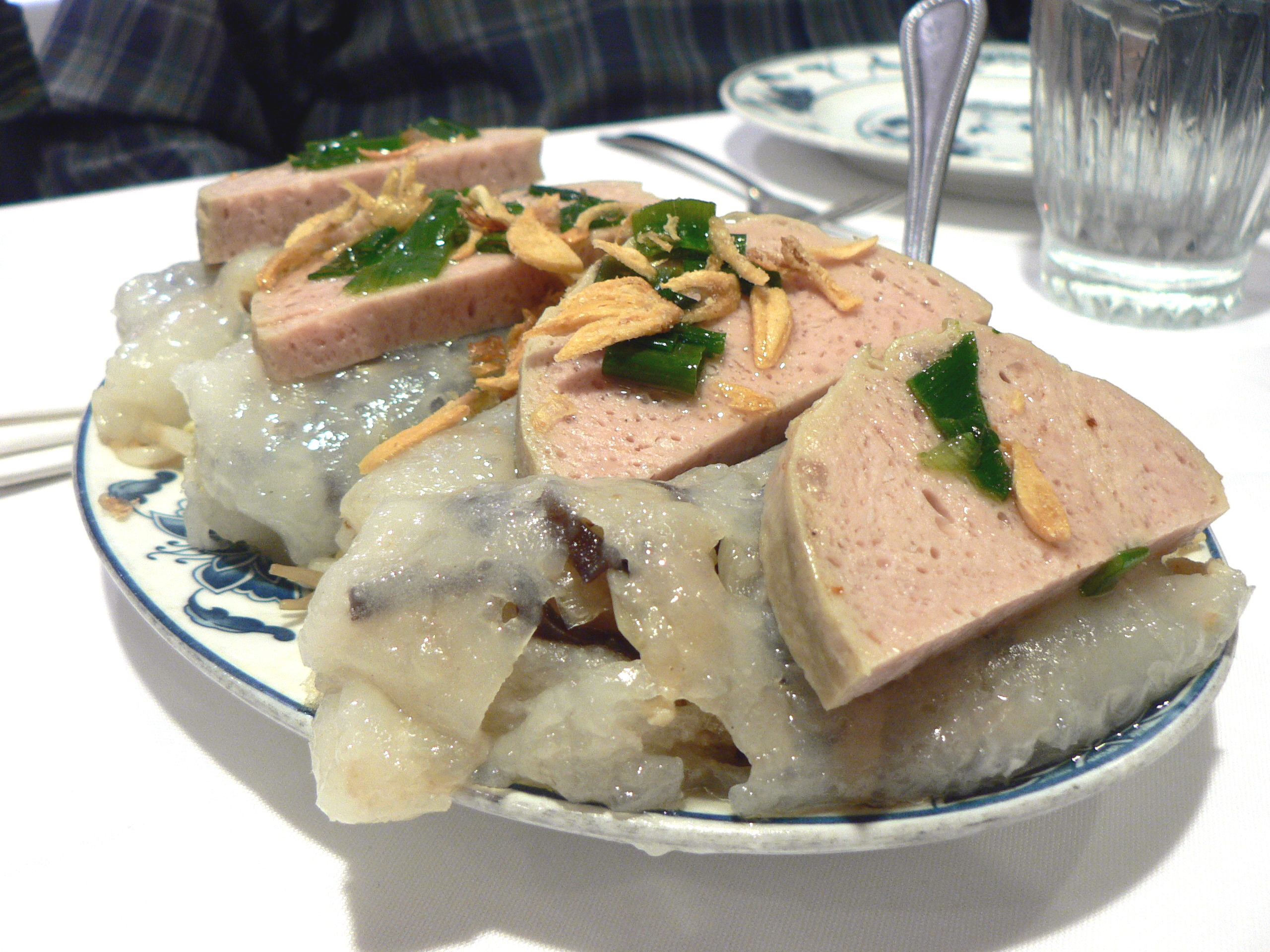
조 루어를 얹은 바인 꾸온

## 같이 보기
- 냄 쭈어
- 모르타델라